# براهوخوس دي مدينا
براهوخوس دي مدينا (بالإسبانية: Brahojos de Medina)‏ هي بلدية تقع في مقاطعة بلد الوليد، قشتالة وليون، إسبانيا. وفقًا لتعداد عام 2004 (المعهد الوطني للإحصائيات)، يبلغ عدد سكان البلدية 166 نسمة.